# Alex Martínez
Alejandro ("Alex") Patricio Martínez (26 oktober 1959) is een voormalig profvoetballer uit Chili, die speelde als linkervleugelverdediger gedurende zijn carrière. Hij kwam onder meer uit voor Universidad de Chile.

## Interlandcarrière
Martínez speelde vier duels voor Chili bij de Olympische Spelen (1984) in Los Angeles. Daar werd de ploeg in de kwartfinales uitgeschakeld door Italië (1-0). Hij kwam in totaal tot vier officiële A-interlands voor zijn vaderland en maakte zijn debuut op 19 juni 1987 in de vriendschappelijke uitwedstrijd tegen Peru, net als aanvaller Iván Zamorano.